# Luisenfriedhof I
Der evangelische Luisenfriedhof I, auch Alter Luisenfriedhof genannt, im Berliner Ortsteil Charlottenburg ist ein seit 1815 bestehender Friedhof mit einer Größe von 1,33 Hektar. Der Friedhof steht als Gesamtanlage unter Denkmalschutz.

## Geschichte
Anfang des 19. Jahrhunderts wurde aus hygienischen Gründen die Bestattung innerorts im direkten Umfeld der Kirchen aufgegeben. Charlottenburg legte deshalb 1815 östlich des Lietzower Dorfkerns einen neuen Friedhof an. Mit der Gestaltung wurde der Hofgärtner Georg Steiner betraut. Steiner legte auf der ehemaligen Ackerfläche einen Parkfriedhof an, bei dem er landschaftliche Elemente mit Kreisen und Ellipsen verband. Die erste Beisetzung auf dem neuen Friedhof erfolgte am 16. Juli 1815.
Bis zur Mitte des 19. Jahrhunderts wurde der Friedhof durch die Einbeziehung benachbarter Ackerflächen vergrößert und dem steigenden Bedarf an Begräbnisplätzen angepasst, verbunden mit der steigenden Einwohnerzahl Charlottenburgs. 1853 wurde außerdem auf einer Parzelle am westlichen Friedhofsrand ein Wohnhaus für den Totengräber errichtet und 1854 an der Ostseite des Friedhofs eine Totenhalle. Bereits zu diesem Zeitpunkt um die Mitte des 19. Jahrhunderts war die Steinersche Gestaltung größtenteils verwildert und ab 1856 erfolgte eine Umgestaltung des Friedhofes, die hauptsächlich auf eine effiziente Platzausnutzung ausgerichtet war.

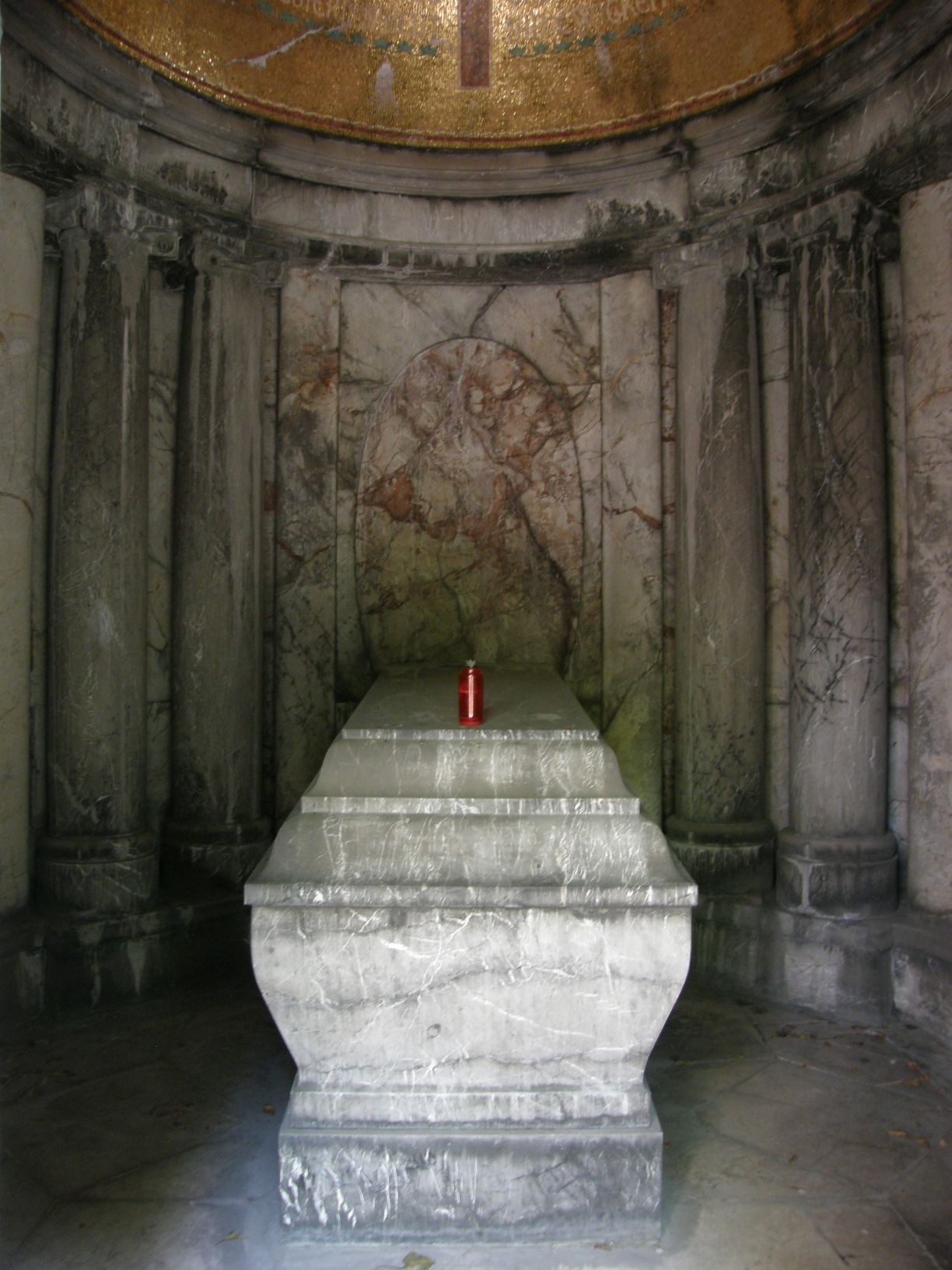
Innenansicht des Mausoleums Ida von Blücher von 1905

In den 1880er Jahren erreichte die Bebauung von Charlottenburg den Friedhof und 1884 wurde er entsprechend dem Allgemeinen Preußischen Landrecht geschlossen. Hiervon nicht betroffen waren die Inhaber bereits reservierter Grabstellen und von Erbbegräbnissen. Als Ersatz dienten der 1867 eröffnete Luisenfriedhof II und der 1891 eröffnete Luisenfriedhof III. 1913 wurde Friedhofsland im Süden des Luisenfriedhofs I für die Erweiterung des Kaiserin-Augusta-Gymnasiums (heute Ludwig-Cauer-Grundschule) abgetreten.
Nach der Legalisierung der Feuerbestattung in Preußen wurde der Friedhof 1926 ausschließlich für Feuerbestattungen wieder geöffnet, nachdem ein Urnenhain angelegt worden war.
Im Jahre 1930 erlangte der Friedhof größere Bekanntheit, als ein Schacht entdeckt wurde, den die Gebrüder Sass angelegt hatten, um dort ihre Beute aus einem spektakulären Bankraub zu deponieren.
Angesichts der vielen Toten zum Ende des Zweiten Weltkrieges, auch unter der Zivilbevölkerung, wurde 1945 auch die Erdbestattung wieder zugelassen. Es gibt zwei Anlagen für Kriegstote. Rechts vom Hauptweg befindet sich im Block BI das erste Kriegsgräberfeld. Den Weg rechts weiter, im hinteren Friedhofsbereich im Block AE, ist das zweite Kriegsgräberfeld. Insgesamt ruhen auf dem Friedhof 240 Kriegsopfer. 
Die Totenhalle von 1854 wurde im Krieg schwer beschädigt, nachfolgend abgerissen und durch einen schlichten Neubau in der Nachkriegszeit ersetzt. Zu dieser Zeit wurden auch viele kultur- und stadthistorisch bedeutsame Gräber eingeebnet oder umgewidmet. So wurde die in den 1960er Jahren neu errichtete Evangelische Schule Charlottenburg komplett auf ehemaligen Friedhofsland errichtet. Diese befindet sich auf einem großen Teil der ursprünglichen Friedhofsfläche von 1815. Mit dem Bau der Schule musste auch der Friedhofseingang verlegt werden.

## Kunstwerke

### Mausoleum Ida von Blücher

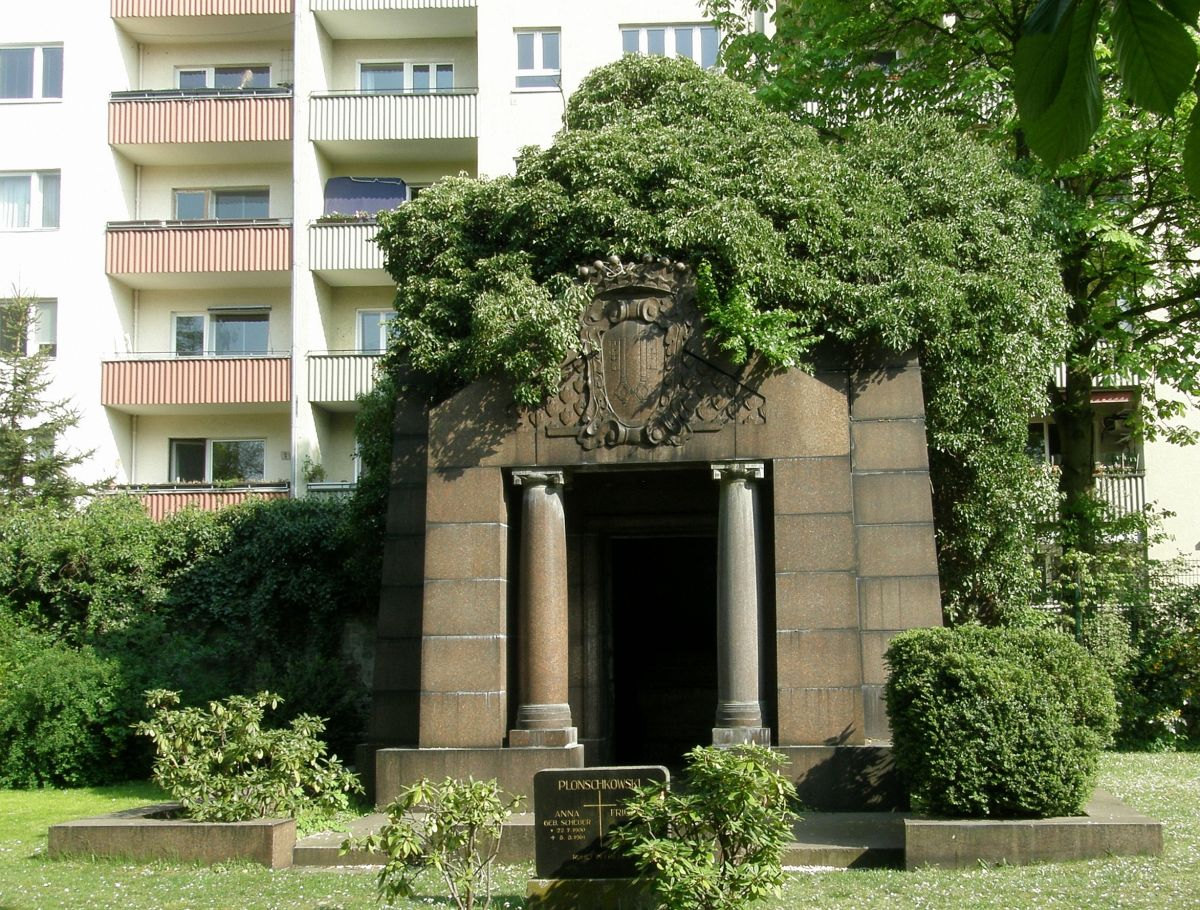
Mausoleum Ida von Blücher

Das Mausoleum der Stiftsdame Ida von Blücher ist das kunsthistorisch wertvollste der erhalten gebliebenen monumentalen Grabmale. Es wurde zwischen 1900 und 1905 nach Entwürfen von Paul Wittig aus schwedischem Granit errichtet. Wittig entwarf einen sich nach oben verjüngenden Bau, der von einer massiven Kuppel mit drei Gauben gekrönt wird. Der Eingang wird von zwei Säulen flankiert und über ihm befindet sich als großes Relief das geschmückte Familienwappen der Blüchers.
Der Innenraum ist marmorverkleidet und wird von einem ebenfalls marmornen Sarg dominiert. Die Kuppel ist innen mit goldenem Mosaik ausgekleidet, in welches oberhalb des Sarges ein Kreuz und eine Inschrift eingearbeitet sind.

### Mausoleum Kill Marr
Für den Baron George Kill Mar wurde ein Mausoleum aus Sandstein auf einem quadratischen Grundriss errichtet. Das Mausoleum ist mit einer von Zinkblech verkleideten Kuppel bekrönt. Vor dem Mausoleum befinden sich ein Obelisk in neubarocken Formen und mit den Lebensdaten Kill Mars sowie eine Familiengruft. Die Entwürfe für die Grabanlage fertigte der Baumeister Georg Römer. Als Teilobjekt der Gesamt-Denkmalanlage steht das Mausoleum unter Denkmalschutz.

## Beigesetzte Persönlichkeiten

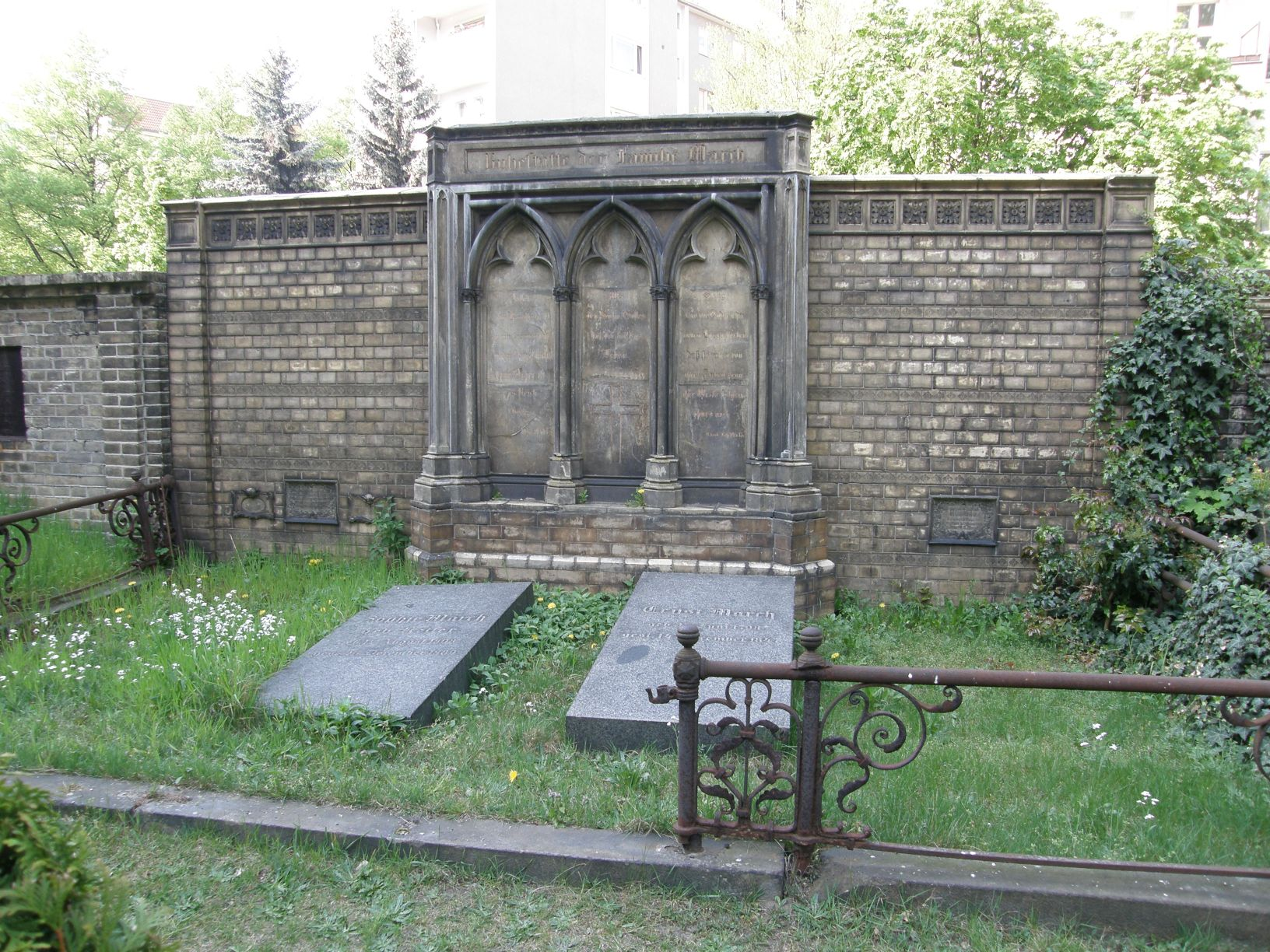
Erbbegräbnis March

- Adolf Brix (1798–1870), Architekt, Mathematiker und Theologe (Grab nicht erhalten)
- Ludwig Cauer (1792–1834), Pädagoge (Grab nicht erhalten)
- Johann Christian Gottfried Dressel (1751–1824), Pfarrer und Chronist Charlottenburgs (Grab nicht erhalten)
- Friedrich Gebauer (1830–1903), Maschinenfabrikant
- Alfred Gottwaldt (1949–2015), Jurist, Historiker, Leiter der Abteilung Schienenverkehr im Museum für Verkehr und Technik
- Ulrich von der Horst (1793–1867), schleswig-holsteinischer General (Grab nicht erhalten)
- Paul Kohlstock (1861–1901), Sanitätsoffizier und Tropenmediziner (Grab nicht erhalten)
- Irmgard Lange (1941–2014), Schauspielerin und Regisseurin[9]
- Ernst March (1798–1847), Tonwarenfabrikant, und seine Familie
- Wilhelm Meinhold (1797–1851), Theologe, Dichter und Schriftsteller (Grab nicht erhalten)
- Max Mensing (1886–1945), Sänger und Schauspieler
- Rolf Moebius (1915–2004), Schauspieler
- Werner von Siemens (1816–1892), Erfinder und Firmengründer, 1922 umgebettet auf den Südwestkirchhof Stahnsdorf
- Otto Ferdinand Sydow* (1754–1818), Bürgermeister von Charlottenburg
- Robert Warschauer (1860–1918), Bankier. Grabanlage von Ernst von Ihne

(* = Ehrengrab des Landes Berlin)